# Nádorváros
Nádorváros Győr egyik városrésze.
A Budapest–Bécs vasútvonaltól délre elterülő negyed a Győr–Pápa vasútvonalig terjed. A római korban temetkezési hely volt. A középkorban több kisebb település létesül a mai helyen; 15. századi nevük szerint: Királyfölde, Szentadalbertfalva, Szentdomokosfalva és Johannitafalva.
A török hódoltság idején az itt található épületek elpusztultak, de észak-dél irányú utcák alakultak ki, melyek befolyásolták a mai rendszer kialakulását. A 17. századtól majorokat és állattartásra alkalmas kerteket alakítottak ki a város tőzsérei. A 19. századtól a városközpont déli irányba tolódott el. Ezzel felgyorsult Nádorváros fejlődése. Ebben az időszakban jelentős közintézmények épültek, és a lakónegyedek is fejlődésnek indultak.
Az 1960-as évek végén kezdték tervezni, illetve építeni, a lakóterületéből később önállósodott lakótelepeket. (Adyváros, Marcalváros) Itt található a megye illetve régió legnagyobb kórháznegyede, a Petz Aladár Megyei Kórház.

## Képtár

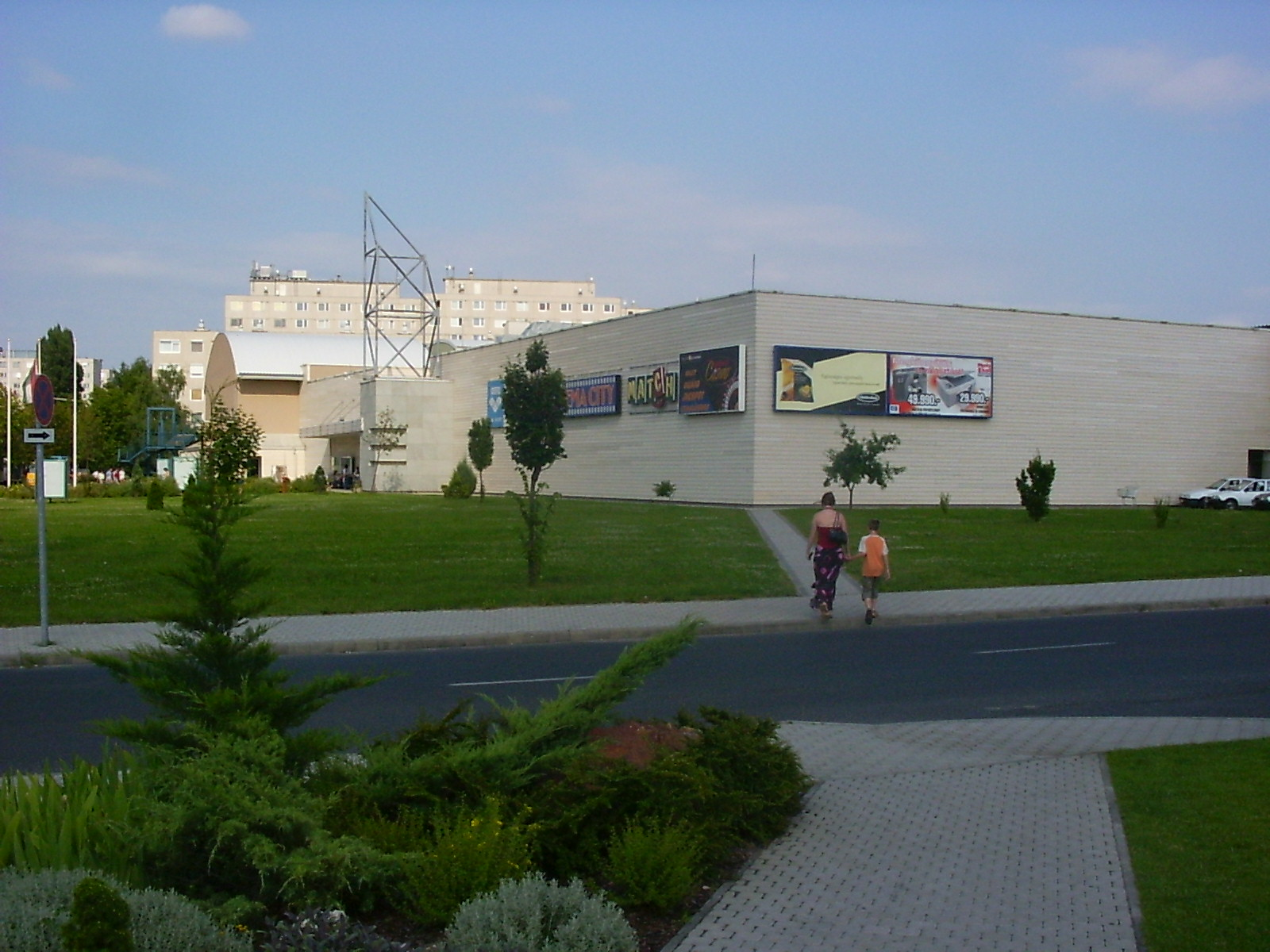
A győri Pláza
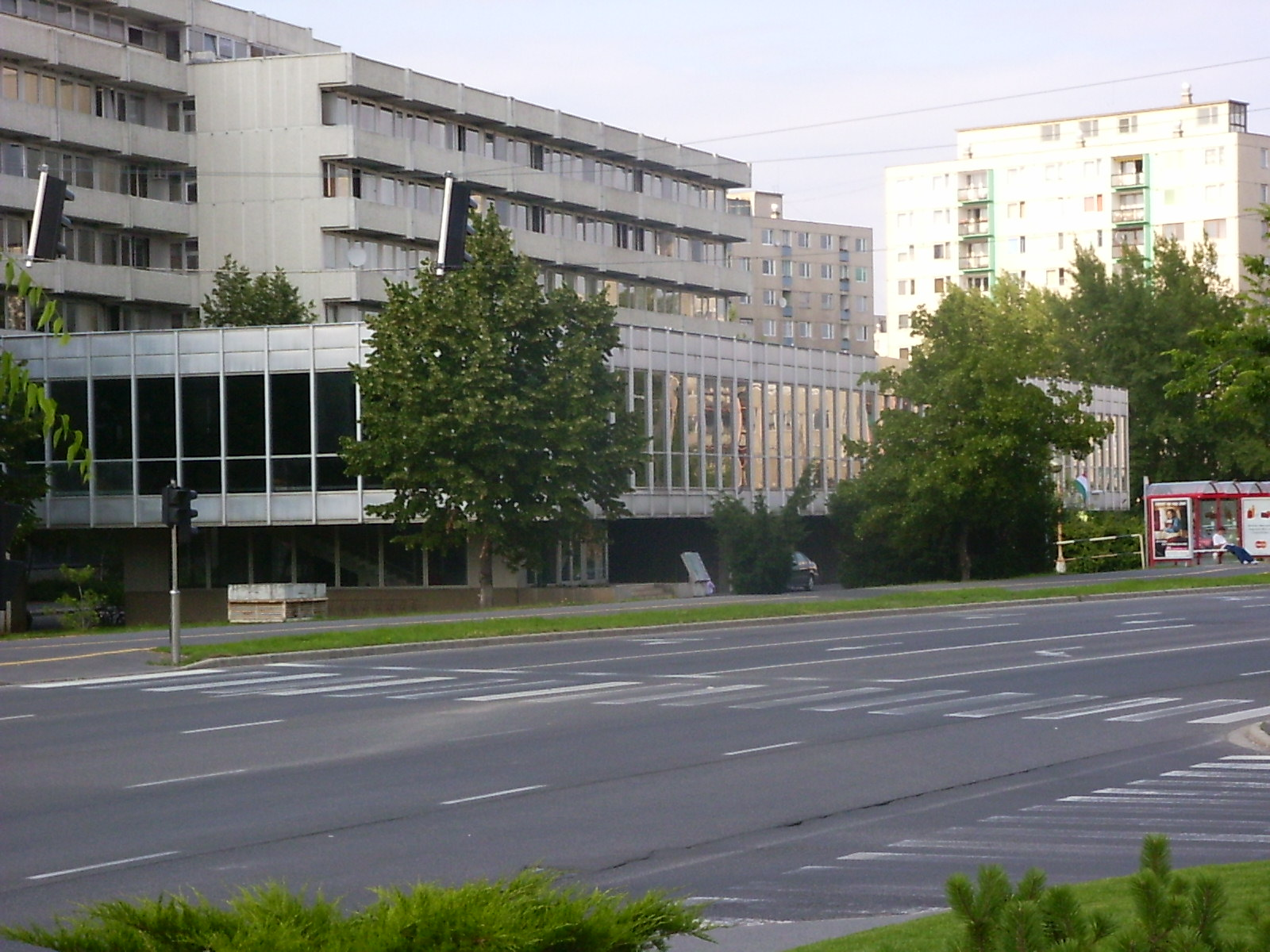
Petz Aladár megyei kórház
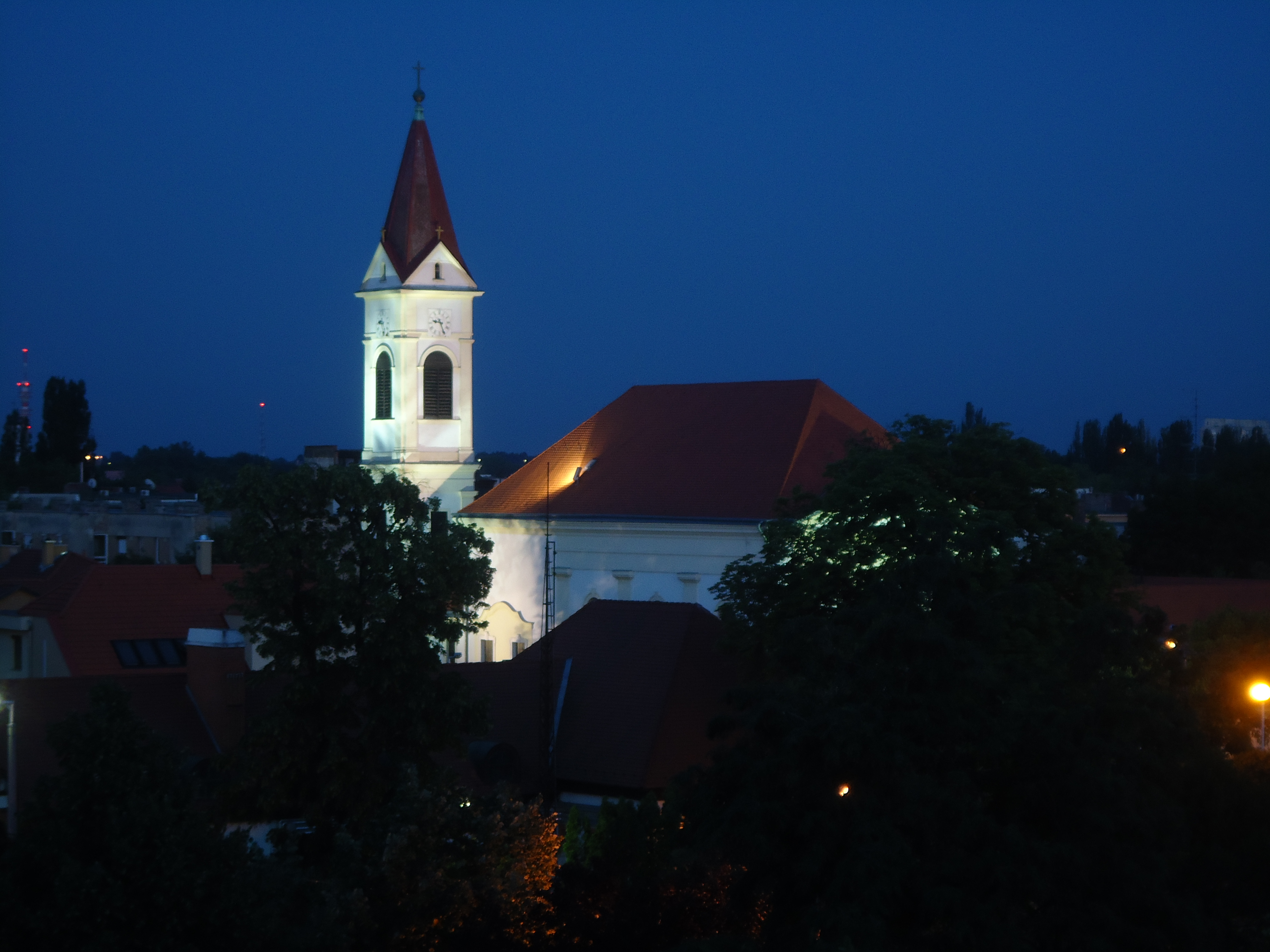
Nádorvárosi háztetők a Kálvária templommal

## Nevezetességei
- Kamillánus templom és rendház
- Kálváriadomb
  - Kálvária templom és mellette kálvária szoborcsoport

A domb, valaha kelták, később a rómaiak temetője. Itt épült a XII-XIII. században a Szent Adalbertről elnevezett prépostság temploma, amely a XVI. században a török portyázások idején elpusztult. A XVII. században a katonai hatóság vesztőhelyet állított fel ezen a helyen. XVIII. század elején a jezsuiták építették meg a Kálváriát. A dombra széles kőlépcső vezet fel a megfeszített Krisztus és a két lator keresztjéhez. A Golgota lábánál Athanasius Wittwer által tervezett barokk kápolnák állnak. A Kálvária utca mentén sorakozó, Jézus szenvedéseit megjelenítő hét stáció 1722-ben készült el.
- Szent Imre plébániatemplom
- Nádorvárosi evangélikus templom
- Schlichter-villa
- Frigyes laktanya (Leier City Center)
- Bem-tér - Lengyel-Magyar Barátság szobor      ?